# نیروی دریایی شاهنشاهی ساسانی
نیروی دریایی شاهنشاهی ساسانی از بخش‌های ارتش شاهنشاهی ساسانی بود که بیشتر در خلیج فارس، دریای سرخ و دریای مکران فعالیت داشت. به رهبر نیروی دریایی، ناوبد می‌گفتند. چیز زیادی دربارهٔ نیروی دریایی شاهنشاهی ساسانی دانسته نیست. نیروی دریایی شاهنشاهی ساسانی هیچگاه به عنوان یک نیروی بزرگ مطرح نشد. این ناوگان نقشی مهم در تسخیر سواحل جنوبی خلیج فارس در دوران اردشیر بابکان ایفا کرد. در دوران خسرو یکم (انوشیروان) او هشت کشتی را به رهبری وهریز برای تسخیر یمن به آنجا فرستاد که در هر کشتی ۱۰۰ مرد بود. از هشت کشتی، شش تا از کشتی‌ها با کامیابی به یمن رسیدند. نیروی دریایی ساسانی پس از حمله اعراب به ایران توسط خلفا در نبردها به کار گرفته می‌شد.